# Partido Progresista de las Maldivas
El Partido Progresista de las Maldivas (en maldivo: ޕްރޮގްރެސިވް ޕާރޓީ އޮފް މޯލްޑިވްސް: ޕީ.ޕީ.އެމް) es un partido político de las Maldivas de tendencia islamista moderada que se declara demócrata islámico. Fue fundado por Maumoon Abdul Gayoom, expresidente de la República, luego de salirse de su partido, el Partido Dhivehi Rayyithunge, alegando la enorme corrupción interna del mismo. Fue legalizado el 8 de octubre de 2011, cuando la Comisión de Elecciones autorizó al PPM a participar en los comicios nacionales.
En la actualidad es el segundo partido de oposición en el país tras lograr 8 de los 87 escaños del Majlis de las Maldivas.